# VI Fiesta de la Independencia Talca 2015
La VI versión de la Fiesta de la Independencia se realizó los días 12, 13 y 14 de febrero de 2015 en el Balneario Río Claro de la ciudad de Talca en Chile. El evento fue desarrollado por la Municipalidad de Talca y bajo la productora Bizarro y la producción ejecutiva de TVN. El evento fue transmitido íntegramente por Televisión Nacional de Chile para todo Chile y el mundo en la cual se conmemoró el nacimiento de la libertad de Chile, precisamente en el lugar en donde se firmó el Acta de la Independencia de Chile por Bernardo O'Higgins.

## Desarrollo

### Día 1 (jueves 12 de febrero)
- Juan Magan
- Álvaro Salas (Humorista)
- Américo

### Día 2 (viernes 13 de febrero)
- David Bisbal
- Fusión Humor (Cuarteto humorístico)
- Sinergia

### Día 3 (sábado 14 de febrero)
- Noel Schajris
- Millenium Show (Dúo humorístico)
- Francisca Valenzuela

### Día 4 (domingo 15 de febrero) (No fue transmitido)
- Anita Tijoux
- Sonora Palacios
- Los Vásquez